# Actinium(III)oxalaat
Actinium(III)oxalaat is een chemische verbinding van het radioactieve element actinium en oxaalzuur.

## Synthese
Actinium(III)oxalaat kan verkregen worden door een gezuiverde oplossing van een Ac3+-zout te behandelen met een oplossing van oxaalzuur. Het actiniumoxalaat zal neerslaan:
{\displaystyle {\ce {2Ac^{3+}\ +\ 3\ H2C2O4\ +16H2O\ ->\ Ac2(C2O4)3.10H2O\downarrow \ +\ 6H3O^{+}}}}

## Toepassing
Actinium(III)oxalaat is de uitgangsstof voor de bereiding van diverse andere actiniumverbindingen.